# Spello
Spello – miejscowość i gmina we Włoszech, w regionie Umbria, w prowincji Perugia.

Ta świątynia łączy dwa punkty orientacyjne i pod tym względem nie przypomina żadnej znanej mi świątyni ze świata śródziemnomorskiego Cesarstwa Rzymskiego z IV wieku. Wszelkie badania kultu cesarskiego w Cesarstwie Rzymskim z IV wieku będą teraz musiały wziąć pod uwagę tę świątynię, co jest niesamowitym odkryciem.

Według danych na rok 2004 gminę zamieszkiwało 8307 osób, 136,2 os./km².
Na początku 2024 roku zespół archeologów pod kierownictwem Douglasa Boina w tym mieście odkrył starożytną rzymską świątynię, która wnosi znaczący wgląd w zmiany w społeczeństwie od bogów po chrześcijaństwo w Cesarstwie Rzymskim. Odkryli trzy ściany monumentalnej budowli, która według dowodów należała do rzymskiej świątyni datowanej na okres panowania cesarza rzymskiego Konstantyna II w IV wieku. Miejsce zostało wybrane na podstawie reskryptu. Reskrypt odkryty w XVIII wieku pozwalał mieszkańcom Spello obchodzić święto w swoim rodzinnym mieście, zamiast podróżować daleko na inne święto. Jednak postawiono warunek, musieli oni wznieść świątynię ku czci boskich przodków Konstantyna, rodziny Flawiuszów i oddać im cześć. To pokazuje jak wielokulturowe było wówczas społeczeństwo rzymskie. Dr Boin po wielu tygodniach przez przypadek udało mu się otrzymać obiecujące zdjęcia obiektu znajdującego się pod parkingiem. Zespół bardzo ostrożnie wkopywał się w ziemię, aż znalazł dwie przylegające do siebie ściany. Dalsze kopanie odsłoniło wewnętrzne ściany świątyni.

## Galeria zdjęć
|  |  |  |  |